# Messbereich
Der Messbereich eines Messgeräts ist gemäß DIN 1319-1 derjenige Bereich einer Messgröße, in dem die Messabweichungen oder Messgeräteabweichungen innerhalb festgelegter Grenzen bleiben. Die festgelegten Fehlergrenzen sind nur im definierten Messbereich gültig. Stimmt der Messbereich bei einer Skalenanzeige nicht mit der gesamten Skalenlänge überein, so müssen die Messbereichsgrenzen eindeutig gekennzeichnet sein; siehe EN 60051. Außerhalb des Messbereiches wird zur Genauigkeit nichts garantiert. Jedes Messgerät hat einen bestimmten Ausgabe- oder Anzeigebereich, in dem es eine Information über die Messgröße bereitstellen kann. Dieser stimmt häufig, aber nicht notwendig mit dem Messbereich überein.

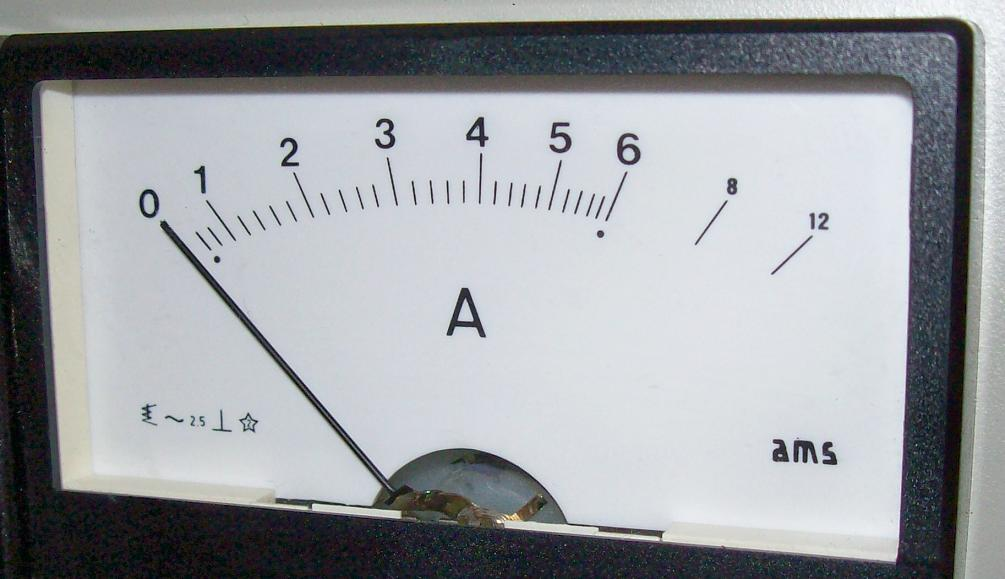
gespreizte Skale eines Messgerätes mit Dreheisenmesswerk
Messbereich 0,6 … 6 A
Anzeigebereich 0 … 12 A

Die Unterscheidung zwischen Mess- und Anzeigebereich ist nur bei einer Skalenanzeige möglich; ein Beispiel zeigt nebenstehendes Bild. Bei Messgeräten mit Ziffernanzeige ist der Messbereich immer an den Anzeigebereich gekoppelt. Besonders häufig kommt die vierstellige Anzeige vor, bei der in der führenden Stelle nur die Ziffern 0 und 1 realisiert sind. Zum damit bestehenden Anzeigebereich 0000 … 1999 gibt man als Messbereich 1 Digit mehr an, z. B. glatt 20 V (statt 19,99 V).
Der Messbereichsendwert ist häufig der Bezugswert für die Berechnung der Fehlergrenze aus dem Klassenzeichen, wenn eine Genauigkeitsklasse zu Grunde gelegt wird.
Der Nullpunkt, bei dem die Messgröße den Wert null annimmt, liegt häufig am Anfang des Messbereiches; er kann aber auch in der Mitte liegen oder – je nach Messverfahren – außerhalb des Messbereiches.
Typische Beispiele für den Messbereich einzelner Messgeräte:
- Ein Maßband von 3 Metern Länge hat einen Messbereich von 0 bis 3 m mit einer Auflösung von 1 mm
- Ein Messschieber (mit Nonius) hat einen Messbereich von 0 bis 14 cm mit einer Auflösung von 0,1 mm
- Ein Spannungsmessgerät hat einen Messbereich von – 10 bis + 10 V mit einer Auflösung von 0,2 V
- Ein elektronischer Distanzmesser hat einen Messbereich von 0,5 m bis 1.200 m

Um Geräte universeller einsetzen zu können, kann man oft den Messbereich durch geeignete Maßnahmen anpassen. Bei einem elektronischen Distanzmesser kann zum Beispiel ein größerer Reflektor am Zielpunkt verwendet werden, um den Messbereich nach oben hin zu vergrößern. Oder man kann eine Blende vorsetzen, wodurch ein schwächeres Lichtsignal ausgesendet wird, um den Messbereich nach unten auszuweiten. Bei einem Drehspul-Spannungsmessgerät kann man den Messbereich vergrößern durch das Zuschalten eines Vorwiderstandes. Bei Messgeräten für den Einsatz im Labor sind Messbereiche häufig umschaltbar, siehe z. B. Analogmultimeter, Digitalmultimeter.